# 1880
Промислова революція •  Колоніальні імперії •  Національно-визвольні рухи • Робітничий рух

## Геополітична ситуація
У Росії царює імператор Олександр II (до 1881). Російській імперії належить більша частина України, значна частина Польщі, Бессарабія, Закавказзя, Фінляндія, Бухарське ханство, Хівинське ханство. Україну розділено між двома державами — Королівство Галичини та Володимирії належить Австрії, Правобережжя, Лівобережжя та Крим — Російській імперії.
В Османській імперії править султан Абдул-Гамід II (до 1909). Під владою османів перебувають Близький Схід та Єгипет, Середземноморське узбережжя Північної Африки частина Балкан, автономна Болгарія.
В Австро-Угорщині править Франц-Йосиф I (до 1916). Імперія охоплює, крім австрійських та угорських земель, Хорватію, Трансильванію, Богемію. Німецьку імперію очолює Вільгельм I (до 1888). Баварське королівство — Людвіг II (до 1886).
У Франції при владі Третя французька республіка. Франція має колонії в Алжирі, Карибському басейні, Південній Америці в Індокитаї та Індії. Королівство Іспанія очолює Альфонс XII (до 1885). Іспанії належать частина островів Карибського басейну, Філіппіни. У Португалії править Луїш I (до 1889). Португалія має володіння в Африці, Індії, Індійському океані й Індонезії.
У Великій Британії триває Вікторіанська епоха — править королева Вікторія (до 1901). Британська імперія має колонії в Північній Америці, на Карибах, в Африці та Індії. Королівство Нідерланди очолює Віллем III (до 1890). Король Данії та Норвегії — Кристіан IX (до 1906), Оскар II сидить на шведському троні (до 1907), на троні Королівства Італія — Умберто I (до 1900).
Бразильську імперію очолює Педру II (до 1889). Посаду президента США обіймає Резерфорд Гейз. Територію на півночі північноамериканського континенту займає Канадська конфедерація (домініон Великої Британії), територія на півдні континенту належить Мексиці.
В Ірані при владі Каджари. Владу над Індостаном утримує Британська корона. У Бірмі править династія Конбаун, у В'єтнамі — династія Нгуєн, у Сіамі — династія Чакрі. У Китаї володарює Династія Цін. У Японії триває період Мейдзі.

## Події

### В Україні
- 1 січня у Львові видано друком перше число щоденника «Діло», який виходив до початку Другої світової війни.
- 3 травня відкрито перший в Україні львівський кінний трамвай.
- Засновано Черкаську прогімназію, пізніше Першу Міністерську гімназію. Тепер — Перша міська гімназія м. Черкас.

### У світі
- 18 квітня на загальних виборах у Великій Британії Вільям Гладстон переміг Бенджаміна Дізраелі й удруге став прем'єр-міністром.
- 19 квітня Арвід Поссе став прем'єр-міністром Швеції.
- 28 червня австралійська поліція упіймала розбійника Неда Келлі
- 29 червня Франція анексувала Таїті.
- 22 липня Абдуррахман став еміром Афганістану.
- 27 липня афганці завдали поразки британцям у битві при Майванді.
- 1 вересня відбулася битва під Кандагаром у ході другої англо-афганської війни. Британці здобули перемогу, яка завершила війну.
- 2 листопада президентські вибори в США виграв Джеймс Гарфілд.
- 1 грудня президентом Мексики став Мануель Гонсалес.
- 20 грудня почалася Перша англо-бурська війна.
- 30 грудня Трансвааль став республікою, а Поль Крюгер — її президентом.

### В суспільному житті
- Джеймс Бонсак винайшов машину для скручування сигарет, і це дало початок масового виробництва тютюну в небачених раніше масштабах.
- Місто Вобаш, Індіана стало першим у світі містом з електричним освітленням.
- Засновано
  - Компанію Munich Re у Німеччині.

### У науці
- Томас Едісон запатентував електричну лампу розжарювання.
- Джон Венн увів у вжиток діаграми Венна.
- Томас Едісон спостерігав ефект свого імені.
- П'єр і Жак Кюрі вперше продемонстрували п'єзоефект.
- Почалася публікація журналу «Science».

### У мистецтві
- Люїс Воллес видав роман Бен-Гур: розповіді про Христа.
- Луїджі Денца написав неаполітанську пісню «Funiculì, Funiculà».
- Калікса Лавалле створив музику до пісні «O Canada», яка стала гімном Канади.
- Завершилося будівництво Кельнського собору, що тривало 632 роки.

### У спорті
- Засноовано Ірландську футбольну асоціацію
- Відбувся перший тест-матч з крикету, в якому Англія перемогла Австралію з різницею у вісім вікетів.
- Вімблдонський турнір виграв Джон Гартлі, захистивши свій титул.

## Народились
Дивись також Категорія:Народились 1880
- 5 січня — Верховинець Василь Миколайович, український композитор, мистецтвознавець, дослідник українського танцю (пом. 1938).
- 21 січня — Джордж ван Бісбрук, бельгійсько-американський астроном.
- 26 січня — Дуглас Макартур, американський військовий діяч, генерал армії США.
- 9 березня — Сімович Василь Іванович, визначний український мовознавець, філолог і культурний діяч.
- 26 березня (7 квітня) — Богомазов Олександр Костянтинович, український художник-авангардист.
- 29 травня — Освальд Шпенглер, німецький філософ, історик.
- 27 червня — Гелен Келлер, американська письменниця і педагог, що здобула світове визнання попри сліпоту і глухоту з дитинства.
- 7 серпня (26 липня) — Винниченко Володимир Кирилович, український письменник, політик (голова уряду Центральної Ради 1917, Директорії 1918—1919; пом. 1951).
- 23 серпня — Олександр Грін (Олександр Степанович Гриневський), російський письменник.
- 26 серпня — Гійом Аполінер (Вільгельм Аполінарій Костровицький), французький поет.

## Померли
Дивись також Категорія:Померли 1880
- 23 січня — Дмитро Миколайович Абашев, російський і український хімік, агроном (*1829).
- 5 жовтня — Вільям Ласселл, англійський астроном.